# Spilosoma leighi
Spilosoma leighi är en fjärilsart som beskrevs av Rothschild 1910. Spilosoma leighi ingår i släktet Spilosoma och familjen björnspinnare. Inga underarter finns listade i Catalogue of Life.